# 酒牌局

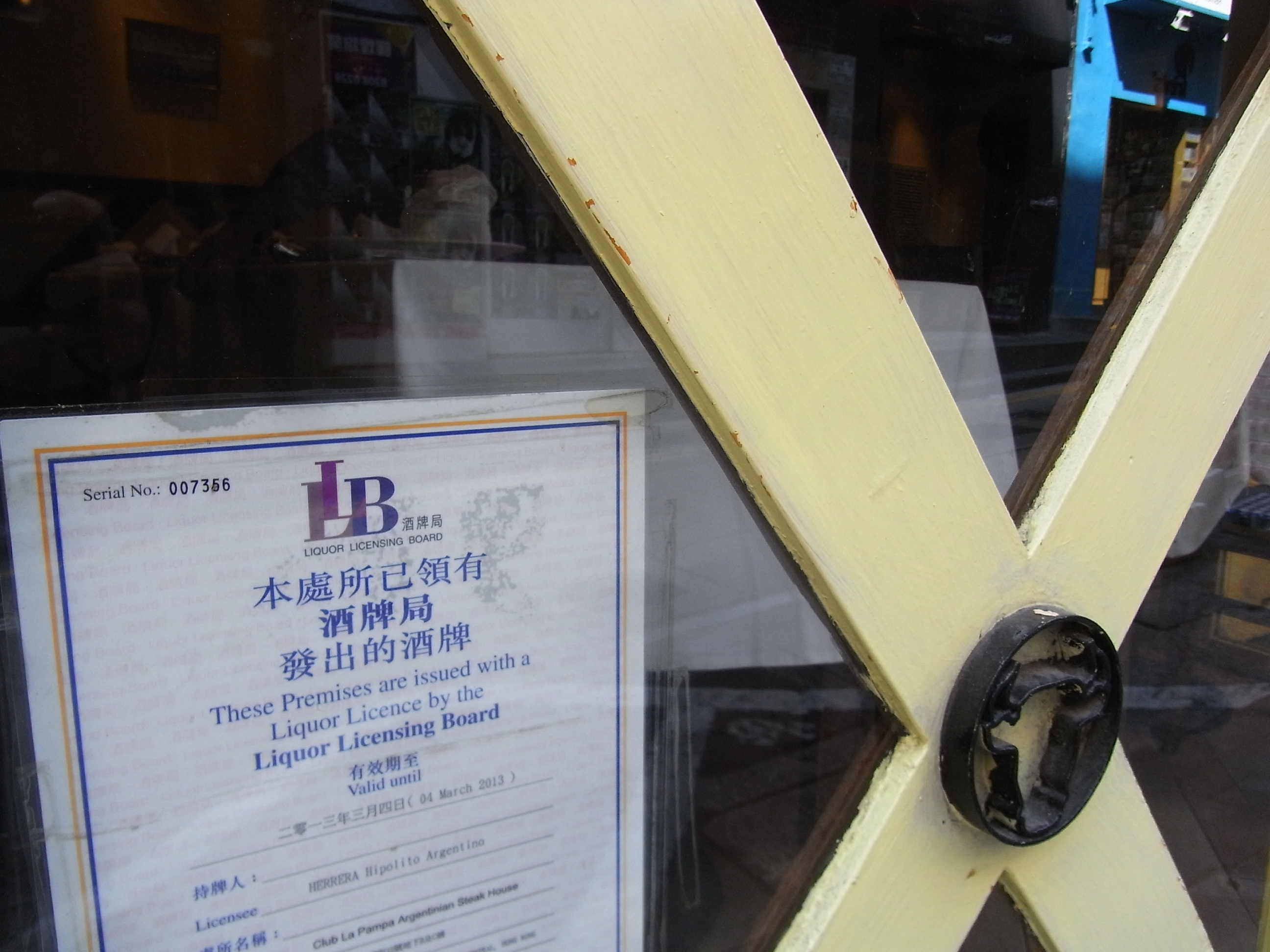
酒牌局發出的文件

酒牌局（英語：Liquor Licensing Board）是根據香港法例第109B章《應課稅品（酒類）規例》成立的獨立法定機構，負責處理申請或修訂酒牌個案。在2000年以前，它是市政局和區域市政局的附屬機構。在1973年市政局改制及1986年區域市政局成立後，簽發酒牌的權力才由其接管。而區域市政局成立前，新界區簽發酒牌的權力是由新界政務署負責。

## 歷任主席
- 黃漢清（2001年1月1日－2001年12月31日）[2]
- 林國昌（2002年1月1日－2005年12月31日）[3] [4]
- 方和（2006年1月1日－2011年12月31日）[5][6][7]
- 邱浩波（2011年1月1日－2017年12月31日）[8][9][10]
- 黃江天（2018年1月1日－2023年12月31日）[11]
- 李許美嫦(2024年1月1日-2025年12月31日)[12]

## 外部連結
- 酒牌局 （页面存档备份，存于）